# Eulengebirgsbahn

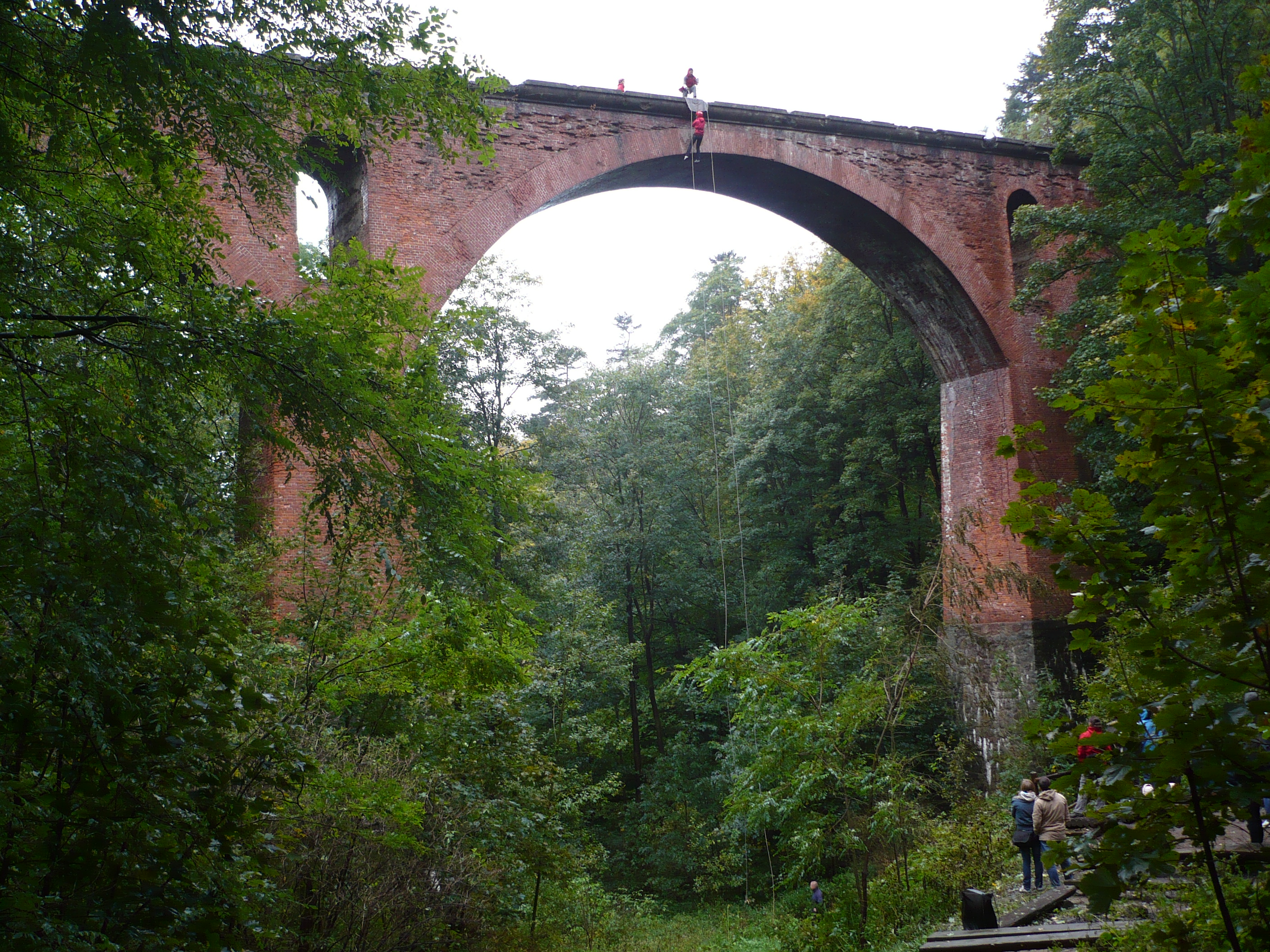
Slaňování mostu v Sovích horách (2010)

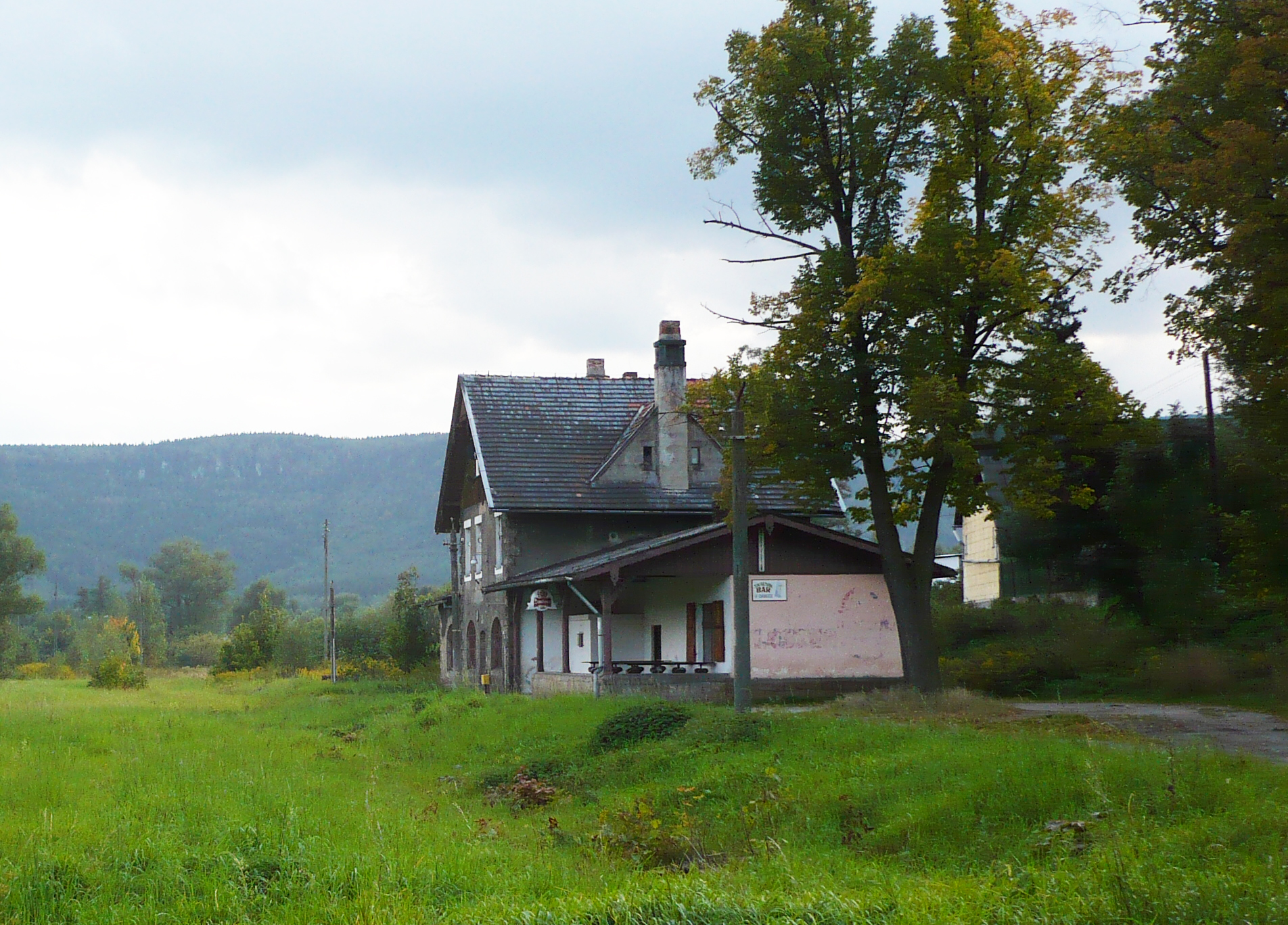
Zrušená stanice Radków na úpatí Stolových hor

Eulengebirgsbahn AG byla slezská železniční společnost. V letech 1899–1903 postupně vybudovala trať spojující Reichenbach (dnes Dzierżoniów) a Wünschelburg (Radków). Pravidelná přeprava na této trati byla zrušena, v úseku Ścinawka Średnia – Słupiec však dodnes slouží jako vlečka pro potřeby místního kamenolomu.

## Reichenbach–Silberberg–Mittelsteine–Wünschelburg
| km   | Stanice                                          | dnešní název             |
| ---- | ------------------------------------------------ | ------------------------ |
| 0,0  | Reichenbach (Eulengebirge) Kleinbahnhof          | Dzierżoniów              |
| 3,2  | Nieder Peterswaldau (Peterswaldau Niederbahnhof) | Pieszyce                 |
| 4,6  | Mittel Peterswaldau (Peterswaldau Mittelbahnhof) |                          |
| 5,9  | Peterswaldau Stadion Hp                          |                          |
| 7,0  | Ober Peterswaldau (Peterswaldau Oberbahnhof)     |                          |
| 10,7 | Langenbielau Oberstadt                           | Bielawa                  |
| 12,9 | Steinhäuser Hp                                   |                          |
| 14,4 | Neubielau                                        |                          |
| 17,5 | Weigelsdorf                                      | Ostroszowice             |
|      | Kreisgrenze                                      |                          |
| 20,4 | Lampersdorf (Kr Frankenstein Schlesien)          | Grodziszcze              |
| 24,0 | Raschdorf                                        | Jemna                    |
| 26,1 | Silberberg Stadt                                 | Srebrna Góra             |
| 30,3 | Silberberg Festung                               |                          |
|      | Kreisgrenze                                      |                          |
| 32,7 | Neudorf (Kr Neurode)                             | Nowa Wieś Kłodzka        |
| 35,0 | Volpersdorf                                      | Wolibórz                 |
| 37,2 | Ebersdorf (Kr Neurode)                           | Dzikowiec                |
| 40,3 | Schlegel (Kr Neurode)                            | Słupiec                  |
| 42,1 | Nieder Schlegel                                  |                          |
| 45,4 | Mittelsteine Kleinbahnhof                        | Ścinawka Średnia         |
| 47,9 | Steine                                           |                          |
| 50,7 | Rathen-Albendorf                                 | Ratno Dolne, Wambierzyce |
| 51,7 | Ober Rathen Hp                                   | Ratno Górne              |
| 54,9 | Wünschelburg                                     | Radków                   |